# Ranieri Piccolomini Clementini Adami
Ranieri Piccolomini Clementini Adami (Siena, 26 novembre 1912 – Roma, 7 novembre 1971) è stato un militare e aviatore italiano, decorato di tre medaglie d’argento e due di bronzo al valor militare, fu un asso della Regia Aeronautica durante la seconda guerra mondiale con 7 vittorie accertate al proprio attivo, oltre a 14 in collaborazione, 5 probabili e 1 aereo danneggiato. Venne citato nel Bollettino di guerra n.1.137 del 6 luglio 1943.

## Biografia
Nacque il 26 novembre 1912, all’interno di una famiglia appartenente alla nobiltà romana, che aveva dato alla Chiesa cattolica un papa, Pio II (1458-1464). Arruolatosi nella Regia Aeronautica, entrò in servizio permanente effettivo il 19 agosto 1936 con il grado di sottotenente. Nel settembre del 1937 partì per la Spagna, assegnato alla 65ª Squadriglia Assalto, equipaggiata con i cacciabombardieri Breda Ba.65 Nibbio, allora al comando del capitano Duilio Fanali. Durante il conflitto prese parte a numerose missioni belliche sul fronte di Teruel, fino al luglio 1938.
Rientrato in patria e promosso tenente, all’atto dell’entrata in guerra dell’Italia, il 10 giugno 1940, prestava servizio in Africa settentrionale presso la 92ª Squadriglia, 8º Gruppo Volo,  2º Stormo Caccia Terrestre equipaggiata con i caccia Fiat C.R.32 e di stanza all’Aeroporto di Tobruch T.2. Dopo aver danneggiato un bombardiere Bristol Blenheim il 12 giugno, conseguì la sua prima vittoria aerea il giorno 14 a spese di un caccia Gloster Gladiator nelle vicinanze della ridotta Capuzzo. Dopo che la 92ª Squadriglia fu riequipaggiata Fiat C.R.42 Falco, conseguì la seconda vittoria il 15 ottobre, abbattendo un ricognitore Westland Lysander tra Sollum e Giarabub.
Rientrato in Italia, fu assegnato al 4º Stormo Caccia Terrestre e, promosso capitano, il 17 agosto 1941 venne assegnato al comando di stormo. Dopo la morte del capitano Giovanni Guiducci, avvenuta il 20 aprile 1942, due giorni dopo assunse il comando della 90ª Squadriglia, 10º Gruppo, equipaggiata con caccia Aermacchi C.202 Folgore, che nei primi giorni del mese di maggio fu trasferita in Sicilia con il compito di scortare i bombardieri durante le incursioni su Malta. Il 24 dello stesso mese lo stormo, al comando del tenente colonnello Armando François atterrò in Libia, posizionandosi sull'Aeroporto di Martuba. Il 7 giugno 1942 conseguì una nuova vittoria, abbattendo un Curtiss P-40 sulla zona di Bir Haftach. Dopo aver preso parte alla battaglia di El Alamein,, quando il 10º Gruppo rientrò in Italia, il 12 dicembre 1942, aveva conseguito un totale di sette vittorie aeree.
Riequipaggiatosi sul campo d’aviazione di Bresso a partire dal 24 febbraio 1943, il 10º Gruppo rientrò in azione in Sicilia, basato sull’aeroporto di Catania, con la 90ª Squadriglia e la 84ª Squadriglia di stanza sull’aeroporto di San Salvatore. A partire dal 9 luglio gli angloamericani sbarcarono in Sicilia, ma egli il 4 dello stesso mese aveva danneggiato gravemente un caccia Lockheed P-38 Lightning, che fu poi abbattuto da altri piloti, sulla zona di Capo Passero. 

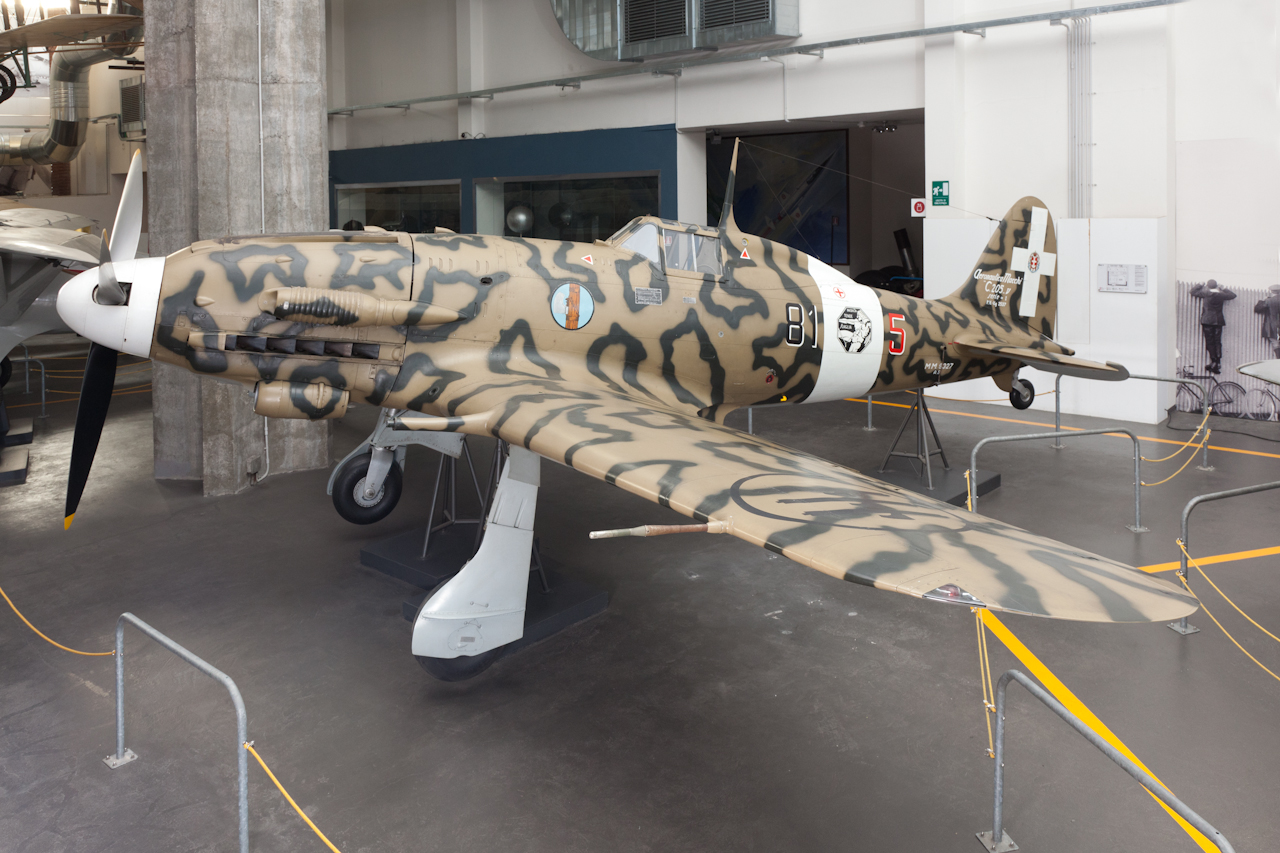
Un esemplare di Aermacchi C.205 Veltro esposto presso il Museo nazionale della scienza e della tecnologia "Leonardo da Vinci" di Milano

Dopo la firma dell'armistizio con gli Alleati, il giorno 29 settembre si svolse un incontro fra il Maresciallo d'Italia Pietro Badoglio e il generale Dwight Eisenhower a bordo della nave da battaglia inglese Nelson; le autorità italiane decisero di compiere un gesto dimostrativo che avrebbe dovuto attirare l'attenzione dell'opinione pubblica, eseguendo un lancio di volantini sulla città di Roma, allora occupata dai tedeschi. Con questo gesto il governo sperava di dimostrare al popolo italiano che non era stato abbandonato al proprio destino. Per la missione, che prevedeva l’impiego di tre caccia Aermacchi C.205 Veltro, vennero prescelti lui, il capitano Luigi Mariotti e il maggiore Carlo Maurizio Ruspoli di Poggio Suasa.
Promosso maggiore, il 30 gennaio 1944 assunse il comando del 10º Gruppo e durante il servizio presso l’Italian Co-Belligerent Air Force effettuò numerose missioni di attacco contro obiettivi nei Balcani, rimanendo ferito nei pressi di Ragusa.
Transitato in servizio nell’Aeronautica Militare Italiana dopo la fine del conflitto, con il grado di colonnello comandò il 1º Stormo caccia Ogni Tempo (1º maggio 1956-agosto 1958) dotato di FIAT/North American F-86K e tra il 1959 e il 1960 la 51ª Aerobrigata (erede del 51º Stormo), equipaggiata con i cacciabombardieri Republic F-84F Thunderstreak.

### Annotazioni
1. ↑  Il capitano Duilio Fanali fu comandante della 65ª Squadriglia dal 13 ottobre 1937 al 1º luglio 1938.
2. ↑  L’8º Gruppo Caccia (92ª, 93ª e 94ªSquadriglie) era comandato dal maggiore Vincenzo La Carruba e entrò in guerra sul campo d’aviazione Tobruk T2 equipaggiato con 25 Fiat CR.32Quater.

### Fonti
1. 1 2 3 4 5  Massimello, Apostolo 2000, p. 86.
2. 1 2  Ufficio Storico dell'Aeronautica Militare 1977, p. 16.
3. 1 2  Dunning 1988, p. 23.
4. 1 2 3 4 5  Dunning 1988, p. 24.
5. 1 2  Dunning 1988, p. 25.
6. 1 2  Massimello, Apostolo 2000, p. 72.
7. 1 2 3  Massimello, Apostolo 2000, p. 73.
8. ↑  Ufficio Storico dell'Aeronautica Militare 1977, p. 10.
9. ↑  Ufficio Storico dell'Aeronautica Militare 1977, p. 9.
10. ↑  Ufficio Storico dell'Aeronautica Militare 1977, p. 165.
11. ↑  Bollettino Ufficiale 1942, dispensa 32, pagina 1603, registrato alla Corte dei conti addì 15 settembre 1942, registro n.7 Aeronautica, foglio n.138.
12. ↑  Bollettino Ufficiale 1943, dispensa 5ª, pagina 1603, registrato alla Corte dei conti addì 30 marzo 1943, registro n.18 Aeronautica, foglio n.337.
13. ↑  Bollettino Ufficiale 1944, registrato alla Corte dei conti addì 18 febbraio 1945, registro n.2 Aeronautica, foglio n.37.